# Datu
Een datu was een stamhoofd en leider van een lokale gemeenschap in de Filipijnen in de pre-Spaanse tijd. Rond de tijd dat de Spanjaarden in de Filipijnen arriveerden in de 16e eeuw hadden alle lokale gemeenschappen in de Filipijnen, de zogenaamde barangays, aan het hoofd een datu. De gemeenschappen waar deze datu's leider van waren bestonden normaal gesproken uit slechts enkele tientallen families. Slechts een enkele keer was een barangay wat groter. In het zuiden van de Filipijnen was de situatie echter anders. Daar waren twee sultanaten met aan het hoofd een sultan of rajah. De titels datu, sultan en rajah worden tegenwoordig in het zuiden van de Filipijnen nog steeds gebruikt voor de lokale heersende klasse. Het woord datu is afgeleid van het Maleise woord: dato of datuk; adellijke titels bij de Maleiers.